# Gewoge

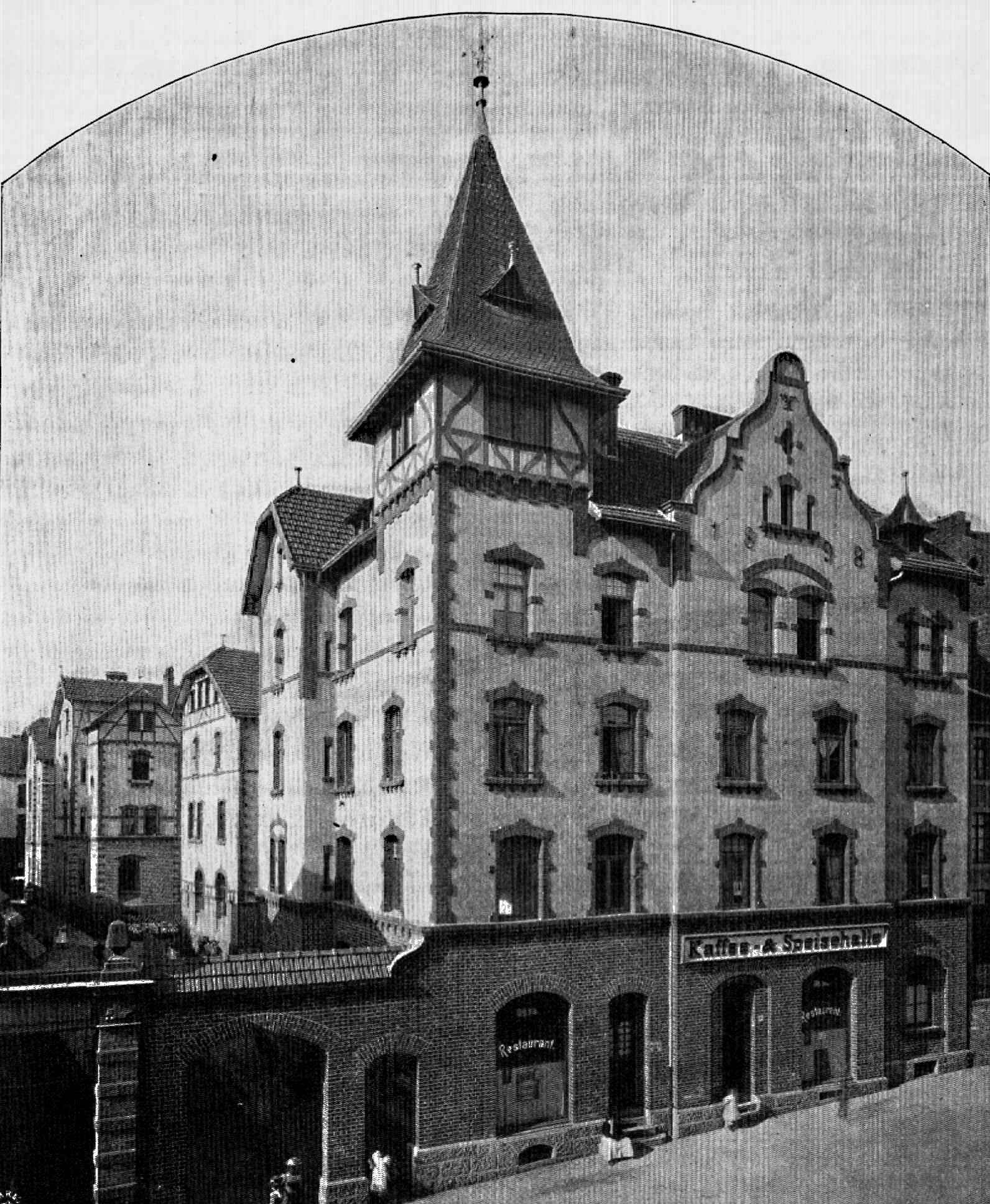
Gewoge-Arbeitersiedlung Sandkaulstraße 87–105, nach Plänen von H. Vogt 1894–1898 erbaut

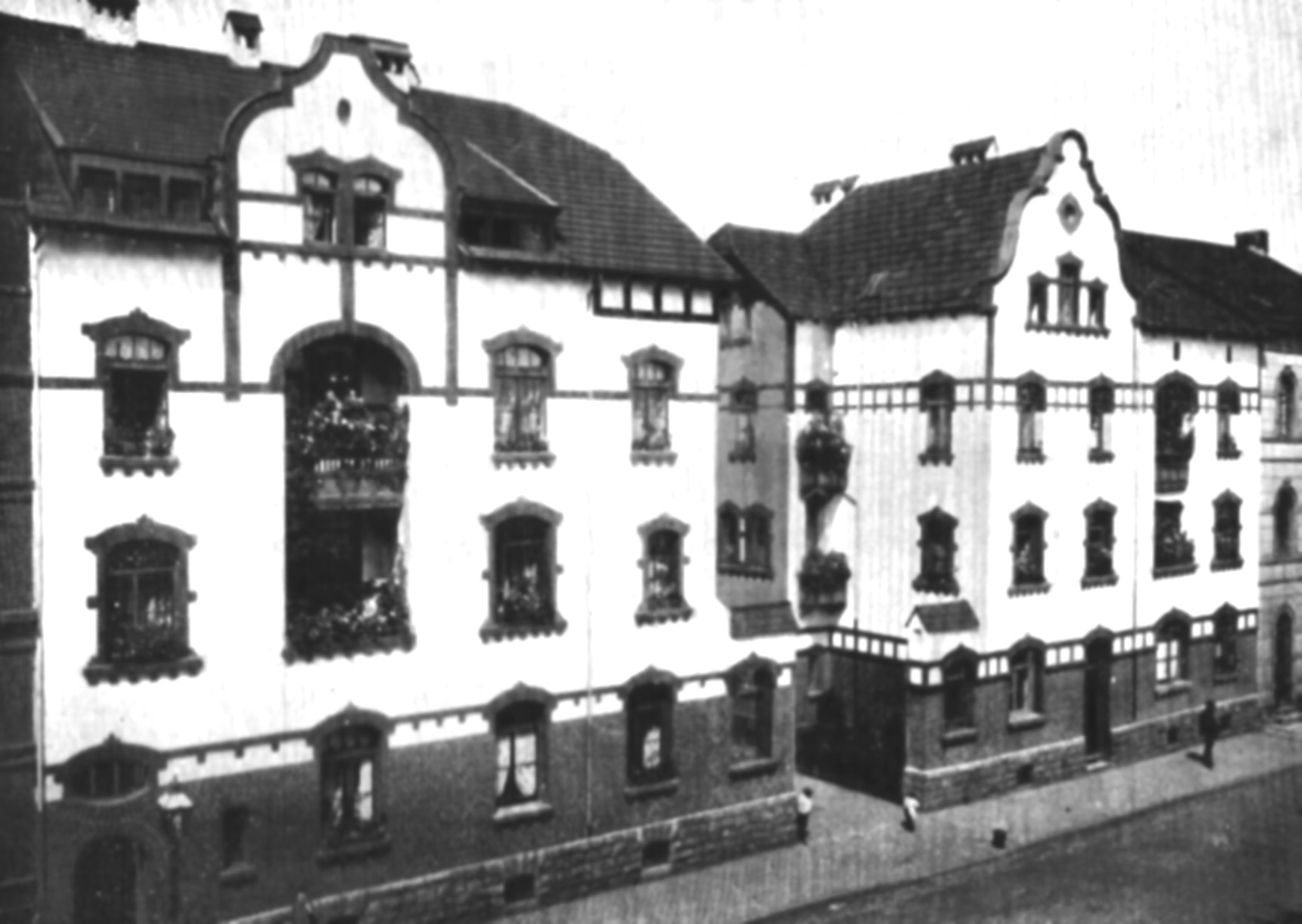
Gewoge-Siedlung Hanbrucher Straße 28–34 (Zustand 1912)

Die gewoge AG wurde 1891 als Gemeinnützige Baugesellschaft für Aachen und Burtscheid gegründet und ist gegenwärtig das größte Wohnungsunternehmen in Aachen. Heute prägen die Wohnsiedlungen das Aachener Stadtbild.

## Unternehmensgeschichte

### Gründungszeit bis zum Ersten Weltkrieg
Die Gemeinnützige Baugesellschaft für Aachen und Burtscheid zählte bereits kurze Zeit nach ihrer Gründung neben der Gelsenkirchener Bergwerks-Aktien-Gesellschaft, Abteilung Aachener Hüttenverein sowie dem Bauverein Siegelhöhe und der Gartenstadt-Gesellschaft Beverau zu den größten Wohnungsbau-Gesellschaften in Aachen, die sich der gemeinnützigen Bautätigkeit verschrieben haben.
1912 hatte die Baugesellschaft ein Betriebskapital von 750.000 Mark, wovon 30 Aktionäre ein Kapital von 300.000 Mark in die AG einbrachten, 450.000 Mark wurden von Banken aufgenommen.
Bereits 6 Jahre nach Gründung besaß die Wohnungsbaugesellschaft 192 Wohnungen in 17 Häusern. Als erste architektonisch geschlossene Wohnsiedlung der gewoge AG wurde 1898 die Kolonie Sandkaulstrasse eingeweiht.
| Jahr | Zweiraum- wohnungen | Dreiraum- wohnungen | Vierraum- wohnungen | Fünfraum- wohnungen |
| ---- | ------------------- | ------------------- | ------------------- | ------------------- |
| 1900 | 61 %                | 32,5 %              | 6,5 %               | –                   |
| 1905 | 54,8 %              | 38 %                | 7,2 %               | –                   |
| 1908 | 42 %                | 43 %                | 15 %                | –                   |
| 1910 | 25,3 %              | 51,6 %              | 21,5 %              | 1,6 %               |

Ursprüngliches Ziel der Gründung war die Bereitstellung von preisgünstigen und „gesunden Wohnungen für die minderbemittelte Bevölkerung“.
Der Wohnungsbaubestand in Aachen war 1910 überwiegend durch Kleinwohnungen gekennzeichnet, in dem zwei Drittel der Bevölkerung wohnten. 28.336 Wohnungen (78 % des Gesamtwohnungsbestandes) verfügten nur über 1 bis 3 Räume (inklusive der Küche). Zunächst war geplant, dass die gemeinnützigen Wohnungen bevorzugt als Zweiraumwohnungen erbaut werden, bereits 1911 waren 51,6 % der Wohnungen Dreiraumwohnungen.
Eines der Merkmale der Wohnungen war es, dass sie unkündbar vermietet wurden. An Einzelpersonen wurden die Wohnungen in der Regel nicht vermietet, lediglich ältere Einzelpersonen konnten eine Wohnung zugesprochen bekommen. Bevorzugt wurden die Wohnungen einkommensschwachen Familien mit mindestens drei Kindern zugeteilt.
Die Gemeinnützige Baugesellschaft für Aachen und Burtscheid baute einige Arbeitersiedlungen in der Stadt – zunächst in der Nähe des Königstores (Königstraße / Bärenstraße), in der Passstraße und einen Komplex aus zehn Häusern bestehend in der Sandkaulstraße sowie die Siedlung Hanbruch.
Bei der Ausgestaltung der Wohnsiedlungen und der Gebäude wurde besonderer Wert auf größtmöglichen Komfort trotz niedriger Mieten gelegt. Die Fassaden der Siedlungen wurden möglichst in hellem Putz gehalten, die mit Ziegelelementen, äußerem Holzfachwerk und Blumennischen architektonisch aufgelockert wurden. Die Gebäude verfügten über innenliegende Toiletten, Wasseranschlüsse und Müllbeseitigungsanlagen (Müllschächte) auf den jeweiligen Etagen. Zu jeder Wohnung gehörte ein abgeschlossener Keller, gemeinschaftlich konnten Spielplatzanlagen, Lesezimmer, Trockenräume und Waschkeller mit Regenwasserpumpe genutzt werden. Meist befanden sich in der Anlage auch ein Kolonialwarenladen und ein Restaurant. Bemerkenswert erscheint, dass man sich bereits 1910 Gedanken zur Ausnutzung der Wärmeeinstrahlung zur natürlichen Beheizung der Räume gemacht und die Zimmer entsprechend dem Sonnenstand ausgerichtet hat. Um die Behaglichkeit in den Wohnanlagen zu fördern, wurde von der Baugesellschaft ein Wettbewerb zur Blumenpflege ins Leben gerufen.
Die Mieten in den Siedlungen der Baugesellschaft galten 1912 als beispielhaft niedrig für deutsche Innenstadtlagen: Eine Zweizimmerwohnung kostete 8,60 Mark, für eine Dreizimmerwohnung wurden 14,60 Mark und für eine Dreiraumwohnung 19,80 Mark Miete verlangt. Zu Beginn des Ersten Weltkrieges besaß die Gesellschaft 249 Wohnungen in 22 Häusern.

### Entwicklung nach dem Ersten Weltkrieg bis 1945
Die Wohnungssituation war in Aachen nach dem Ersten Weltkrieg bis in die Mitte der 1920er Jahre katastrophal. Bereits während des Krieges wurde aus kriegswirtschaftlichen Gründen ein privates Bauverbot erlassen und der Wohnungsbau kam zum Erliegen. Aufgrund der Bestimmungen des Versailler Vertrages wurden ehemals deutsche Gebiete um Eupen und Malmedy an Belgien abgetreten und zahlreiche deutsche Familien siedelten nach Aachen um. Die Stadt war bis 1928 Teil der von den Belgiern besetzten Rheinlande, zahlreiche Wohnbauten wurden von der Besatzungsmacht für ihre Angehörigen beschlagnahmt. Während der Hyperinflation in Deutschland im Jahr 1923 wurden zahlreiche Wohnimmobilien an niederländische und belgische Bürger verkauft, die aufgrund der goldgedeckten Gulden bzw. Franken den Kaufkraftvorteil zum günstigen Erwerb von Immobilien nutzten.
Ende der 1920er Jahre begann die Wohnungsgesellschaft mit dem Neubau von Wohnungen und der Modernisierung des Altbaubestandes.
Während des Zweiten Weltkrieges wurden durch Fliegerangriffe 43 % der Wohnbebauung in Aachen zerstört, davon 199 Wohnungen aus dem Bestand der Gemeinnützigen Wohnungsgesellschaft. Unter anderem wurde die Arbeitersiedlung Sandkaulstraße 87–105 durch eine Luftmine und mehrere Bombenangriffe 1943 total zerstört. Auch der Sitz der Firma am Kapuzinergraben 16 fiel 1941 den Bomben zum Opfer. 1941 bot die Stadt Aachen der Wohnungsgesellschaft eine finanzielle Beteiligung an und wurde damit zum Gesellschafter.

### Entwicklung nach dem Zweiten Weltkrieg
1958 übertrug die Stadt Aachen der Wohnungsbaugesellschaft die Verwaltung ihres gesamten Hausbestandes. Der Hauptsitz der Gesellschaft wurde in der Kleinmarschierstraße eingerichtet. Zu diesem Zeitpunkt verwaltete die Gemeinnützige Wohnungsgesellschaft für Aachen AG rund 4000 Wohnungen in Aachen. In der Folgezeit entstanden neue Wohneinheiten: u. a. in der Triererstraße, Hauptstraße, Alkuinstraße, Jägerstraße, Frankenberger Straße und Elsassstraße (alle um 1960), am Roskapellchen (1977), in der Hans-Böckler-Allee sowie in der Schurzelter Straße (1979). Bereits früh förderte die Gemeinnützige Wohnungsgesellschaft auch Projekte zum generationenübergreifenden Wohnen, wie ein Wohnprojekt für Senioren in der Joseph-von-Görres-Straße (1967) und das „Generationenwohnprojekt für Alt und Jung“ am Steppenberg (1996).
2003 erfolgte die Umbenennung der Gemeinnützigen Wohnungsgesellschaft für Aachen AG in den heutigen Namen. Ein Jahr später erwog die Stadt, ihre Anteile zu veräußern, was jedoch am massiven Widerstand in der Aachener Bevölkerung scheiterte. Seit 2008 tritt die gewoge AG als Bauträger, u. a. in Kornelimünster und in Hanbruch auf. Im Jahr 2010 beteiligte sich die Gesellschaft am städtebaulichen Planungskonzept für das Fördergebiet Soziale Stadt Aachen-Nord.
Mit der Bewirtschaftung von rund 7800 Wohn- und Gewerbeeinheiten und einer Bilanzsumme von 150,574 Mio. € (2010) ist die gewoge AG heute das größte Wohnungsunternehmen in Aachen. Geleitet wird das Unternehmen von den beiden Vorstandsmitgliedern, Ulrich Warner und Thomas Hübner. 